# Exetastes mexicanus
Exetastes mexicanus là một loài tò vò trong họ Ichneumonidae.